# Бутянков, Артём
Артём Бутянков, также Артёмс Бутянковс (латыш. Artjoms Butjankovs; род. 26 августа 1991, Резекне), — латвийский профессиональный баскетболист, играющий на позиции тяжёлого форварда.

## Карьера
В сезоне 2016/2017 Бутянков стал самым результативным игроком в составе «Лиепая Лаувас», набирая в среднем по 14,7 очка за игру. В чемпионате Латвии провёл 30 игр и набирал 14,8 очка, 7,1 подбора, 1,3 передачи и 0,7 перехвата в среднем за игру. В Балтийской лиге за 9 игр набрал 14,1 очка, 5,8 подбора, 1,3 передачи и 0,6 перехвата.
В июле 2017 года перешёл в «Спартак-Приморье». В матчах Суперлиги-1 Артём набирал 13,1 очка и 7,3 подбора в среднем за игру.
Сезон 2018/2019 Бутянков начинал в составе ВЭФ, но в ноябре перешёл в «Буревестник». В 25 матчах Суперлиги-1 Артём проводил на площадке в среднем 29 минут, набирал 16,7 очков и 9,5 подборов, став лучшим по подборам в дивизионе.
В июне 2019 года он подписал новый однолетний контракт с «Буревестником».
Перед началом сезона 2019/2020 Бутянков стал капитаном ярославской команды. По итогам досрочно завершенного сезона в Суперлиге-1 Артём был включён в символическую пятёрку турнира как «Лучший тяжёлый форвард». В 16 матчах он в среднем набирал 19,1 очка и 8,5 подбора.
В мае 2020 года перешёл в клуб «Самара».
17 февраля 2022 года Бутянков установил клубный рекорд «Самары» по подборам в одной игре, собрав 15 отскоков мяча в матче против «Барнаула» (99:63).
В марте 2022 года покинул «Самару» в связи с ситуацией между Россией и Украиной и в соответствии с рекомендациями правительства Латвии. Свою карьеру продолжил в «Реджане».

## Сборная Латвии
В июле 2020 года Бутянков был включён в заявку сборной Латвии для участия в товарищеском турнире Baltic Chain Tournament с участием сборных Латвии, Литвы и Эстонии.

## Достижения
- Серебряный призёр Балтийской баскетбольной лиги: 2014/2015
- Чемпион Латвии: 2013/2014
- Серебряный призёр чемпионата Латвии: 2014/2015
- Чемпион Суперлиги-1 дивизион (2): 2017/2018, 2020/2021